# Louis J. Witte
Louis John Witte (* 14. Juni 1894 in Chicago; † 29. Oktober 1975 in Louisiana) war ein US-amerikanischer Filmtechniker und Erfinder im Bereich Spezialeffekte.

## Leben und Wirken
Louis J. Witte war ein Sohn von Louis Witte, der ein pyrotechnisches Unternehmen in Louisiana führte. 1916 reiste er nach China, um sich mit neuen Entwicklungen in der Sprengstofftechnik vertraut zu machen. Mit 23 Jahren verpflichtete er sich im Verlauf des Ersten Weltkrieges als Soldat bei der Army. Während der Maas-Argonnen-Offensive wurde er am 2. Oktober 1918 durch eine Bombe verwundet und daraufhin mit dem Purple Heart ausgezeichnet.
1921/1922 besuchte Witte Kurse in Chemieingenieurwesen und Ökonomie an der University of Washington, ohne jedoch einen Abschluss zu erlangen. 1926 trat er eine Stelle als Techniker bei der Twentieth Century-Fox Film Corporation an. Er arbeitete dort im Bereich Spezialeffekte, wobei er vor allem seine Kenntnisse über Sprengstoffexplosionen und mechanische Effekte einsetzte. 1943 wurde er zum Leiter der Spezialeffekt-Abteilung befördert. Durch Aufträge für Zweite-Weltkrieg-Propagandafilme erhielt dieser Bereich zunehmende Bedeutung für das Unternehmen. Witte engagierte sich über die Filmproduktion hinaus für den Kriegserfolg der Vereinigten Staaten, indem er unter anderem ein Trainingscamp des Marine Corps mit realistischen Kampfeffekten sowie Übungswaffen aus dem Privatarsenal des Studios versorgte.
Witte trug mit mehreren Erfindungen zur Weiterentwicklung von Spezialeffekten bei. So reichte er 1938 zwei Patente für portable Maschinen zur Erzeugung von Wellen und zur Simulation von Blitzen ein. 1944 ließ er sich ein Gerät für Soundeffekte patentieren, das unter anderem den Klang von Maschinengewehren, Flugzeugen und Motoren imitieren konnte. Es ersetzte den Einsatz von echten Schusswaffen zur Sounderzeugung und erhöhte damit die Sicherheit am Set. 
1949 wurde Witte gemeinsam mit Nick Kalten mit dem Oscar für Wissenschaft und Entwicklung (Academy Scientific & Engineering Award) ausgezeichnet. Sie erhielten die Auszeichnung „for a process of preserving and flame-proofing foliage“ (für ein Verfahren zur Haltbarkeit und Nichtentflammbarkeit von Laub).
Witte arbeitete bis in die 1960er Jahre mit Fox zusammen. Er war an über 200 Filmen beteiligt, auch wenn er häufig nicht in deren Credits erschien. 1975 starb er an den Folgen eines Schlaganfalls. Er war mit Margaret Sumners Witte verheiratet.

## Filmografie (Auswahl)
- 1926: Rivalen (What Price Glory?)
- 1930: Der große Treck (The Big Trail)
- 1935: Das Schiff des Satans (Dante’s Inferno)
- 1938: Chicago (In Old Chicago)
- 1938: Vier Mann – Ein Schwur (Four Men and a Prayer)
- 1938: Kentucky Moonshine
- 1938: Suez
- 1939: Stanley and Livingstone
- 1939: Pack Up Your Troubles
- 1941: A Yank in the R.A.F.
- 1942: Ten Gentlemen from West Point
- 1942: Whispering Ghosts
- 1951: Der letzte Angriff (Fixed Bayonets!)
- 1954: Prinz Eisenherz (Prince Valiant)
- 1955: Der Favorit (The Racers)